# Enterocloster
Enterocloster es un género de bacterias grampositivas de la familia Lachnospiraceae. Fue descrito en el año 2020. Su etimología hace referencia a bacteria del intestino con forma de huso. Son bacterias anaerobias estrictas y algunas especies pueden producir esporas. Se encuentran en el intestino humano, y pueden ser patógenas oportunistas. Las especies de este género se encontraban dentro del género Clostridium antes de ser reclasificadas. 